# Адміністративний устрій Шаргородського району
Адміністративний устрій Шаргородського району — адміністративно-територіальний поділ Шаргородського району Вінницької області на 1 міську та 31 сільську раду, які об'єднують 62 населені пункти та підпорядковані Шаргородській районній раді. Адміністративний центр — місто Шаргород.

## Список радШаргородського району
| №  | Назва                              | Центр                   | Населені пункти                                                                                        | Площа км² | Місце за площею | Населення (2001), чол. | Місце за населенням |
| -- | ---------------------------------- | ----------------------- | --- | --------- | --------------- | ---------------------- | ------------------- |
| 1  | Шаргородська міська рада           | м. Шаргород             | м. Шаргород с. Поляна                                                                                  |           |                 |                        |                     |
| 2  | Гибалівська сільська рада          | с. Гибалівка            | с. Гибалівка с. Борівське с. Дерев'янки с. Кропивня с-ще Лукашівка с-ще Мишівське с. Роля с. Сурогатка | 7,367     |                 | 3054                   |                     |
| 3  | Голинчинецька сільська рада        | с. Голинчинці           | с. Голинчинці с-ще Синьожупанники                                                                      |           |                 |                        |                     |
| 4  | Деребчинська сільська рада         | с. Деребчин             | с. Деребчин с. Аристівка с. Вербівка с. Володимирка с. Мала Деребчинка с. Семенівка                    |           |                 |                        |                     |
| 5  | Джуринська сільська рада           | с. Джурин               | с. Джурин                                                                                              | 6,2       |                 | 3 734                  |                     |
| 6  | Зведенівська сільська рада         | с. Зведенівка           | с. Зведенівка                                                                                          | 35,429    |                 | 1284                   |                     |
| 7  | Івашковецька сільська рада         | с. Івашківці            | с. Івашківці                                                                                           | 23,45     |                 | 1543                   |                     |
| 8  | Калитинська сільська рада          | с. Калитинка            | с. Калитинка с. Покутине                                                                               |           |                 |                        |                     |
| 9  | Клекотинська сільська рада         | с. Клекотина            | с. Клекотина                                                                                           | 14,121    |                 | 3872                   |                     |
| 10 | Козлівська сільська рада           | с. Козлівка             | с. Козлівка с. Мальовниче                                                                              |           |                 |                        |                     |
| 11 | Конатковецька сільська рада        | с. Конатківці           | с. Конатківці                                                                                          | 24        |                 | 883                    |                     |
| 12 | Копистиринська сільська рада       | с. Копистирин           | с. Копистирин                                                                                          | 35,98     |                 | 1000                   |                     |
| 13 | Лозівська сільська рада            | с. Лозова               | с. Лозова с. Теклівка                                                                                  |           |                 |                        |                     |
| 14 | Михайлівська сільська рада         | с. Михайлівка           | с. Михайлівка                                                                                          | 23,6      |                 | 1888                   |                     |
| 15 | Мурафська сільська рада            | с. Мурафа               | с. Мурафа с. Довжок                                                                                    |           |                 |                        |                     |
| 16 | Носиківська сільська рада          | с. Носиківка            | с. Носиківка с. Андріївка                                                                              | 30        |                 | 924                    |                     |
| 17 | Пасинківська сільська рада         | с. Пасинки              | с. Пасинки                                                                                             | 24,2      |                 | 762                    |                     |
| 18 | Пеньківська сільська рада          | с. Пеньківка            | с. Пеньківка с. Бабина Долина                                                                          |           |                 |                        |                     |
| 19 | Перепільчинецька сільська рада     | с. Перепільчинці        | с. Перепільчинці                                                                                       | 17,57     |                 | 1144                   |                     |
| 20 | Писарівська сільська рада          | с. Писарівка            | с. Писарівка с. Дубинки                                                                                |           |                 |                        |                     |
| 21 | Плебанівська сільська рада         | с. Плебанівка           | с. Плебанівка с. Калинівка с-ще Оліхи                                                                  |           |                 |                        |                     |
| 22 | Політанківська сільська рада       | с. Політанки            | с. Політанки с-ще Лісничівка                                                                           |           |                 |                        |                     |
| 23 | Рахнівсько-Лісова сільська рада    | с. Рахни-Лісові         | с. Рахни-Лісові                                                                                        | 68,5      |                 | 4900                   |                     |
| 24 | Руданська сільська рада            | с. Руданське            | с. Руданське                                                                                           | 32,25     |                 | 1261                   |                     |
| 25 | Садковецька сільська рада          | с. Садківці             | с. Садківці                                                                                            | 23,18     |                 | 635                    |                     |
| 26 | Сапіжанська сільська рада          | с. Сапіжанка            | с. Сапіжанка                                                                                           | 16,603    |                 | 1035                   |                     |
| 27 | Слободо-Шаргородська сільська рада | с. Слобода-Шаргородська | с. Слобода-Шаргородська с. Будне с. Грелівка                                                           |           |                 |                        |                     |
| 28 | Стрільницька сільська рада         | с. Стрільники           | с. Стрільники с. Лопатинці                                                                             |           |                 |                        |                     |
| 29 | Федорівська сільська рада          | с. Федорівка            | с. Федорівка                                                                                           | 1,498     |                 | 798                    |                     |
| 30 | Хоменківська сільська рада         | с. Хоменки              | с. Хоменки с. Нові Хоменки                                                                             |           |                 |                        |                     |
| 31 | Юліямпільська сільська рада        | с. Юліямпіль            | с. Юліямпіль с-ще Юліямпільське с. Ярове                                                               |           |                 |                        |                     |
| 32 | Юхимівська сільська рада           | с. Юхимівка             | с. Юхимівка                                                                                            | 24        |                 | 1211                   |                     |

Скорочення: м. — місто, с. — село, смт — селище міського типу, с-ще — селище